# 宇文暹
宇文暹（？—？），代郡武川镇（今内蒙古自治区呼和浩特市武川县）人，宇文裕之子，袭爵为介国公。。